# Amastus dognini
Amastus dognini là một loài bướm đêm thuộc phân họ Arctiinae, họ Erebidae.